# Shorea longisperma
Espèce
Synonymes
- Parashorea longisperma Kurz[2]

Statut de conservation UICN

 EN A2cd : En danger
Shorea longisperma est une espèce de plantes du genre Shorea de la famille des Dipterocarpaceae.